# Happening
Happening  (u prijevodu iz engleskog: događaj ili zbivanje) je jedan oblik akcijske umjetnosti nastao šezdesetih godina 1960-ih kao proizvod teorija suvremene umjetnosti, a glavni predstavnici su A. Kaprov, J. J. Lebel, R. Vostel, T Kantor. 

## Značenje i ciljevi
Već je Jackson Pollock svojim oblikom slikarstva skrenuo pažnju na sam čin stvaranja likovnog dijela kao vrstu posebnog događaja.

## Poznati predstavnici
- Allan Kaprov,(1927. – 2006.)
- John Cage,(1912. – 1992.)
- Wolf Vostell,(1932. – 1998.)
- Yoko Ono,(1933.-)

## Vanjske poveznice
- Happenings in Belgium
- Happenings by Orange Alternative in Poland  Arhivirana inačica izvorne stranice od 9. travnja 2006. (Wayback Machine)
- Allan Kaprow on U B U W E B
- Interview with Alan (sic) Kaprow